# واش (فیلم ۲۰۰۱)
واش (به انگلیسی: The Wash) عنوان یکی از فیلم‌های است که در آن امینم، دکتر دره و اسنوپ داگ بازی کرده‌اند و در این فیلم امینم در نقش کریس، دکتر دره در نقش شین و اسنوب داگ در نقش دی لاک ظاهر شده‌اند.